# Solanas de Valdelucio

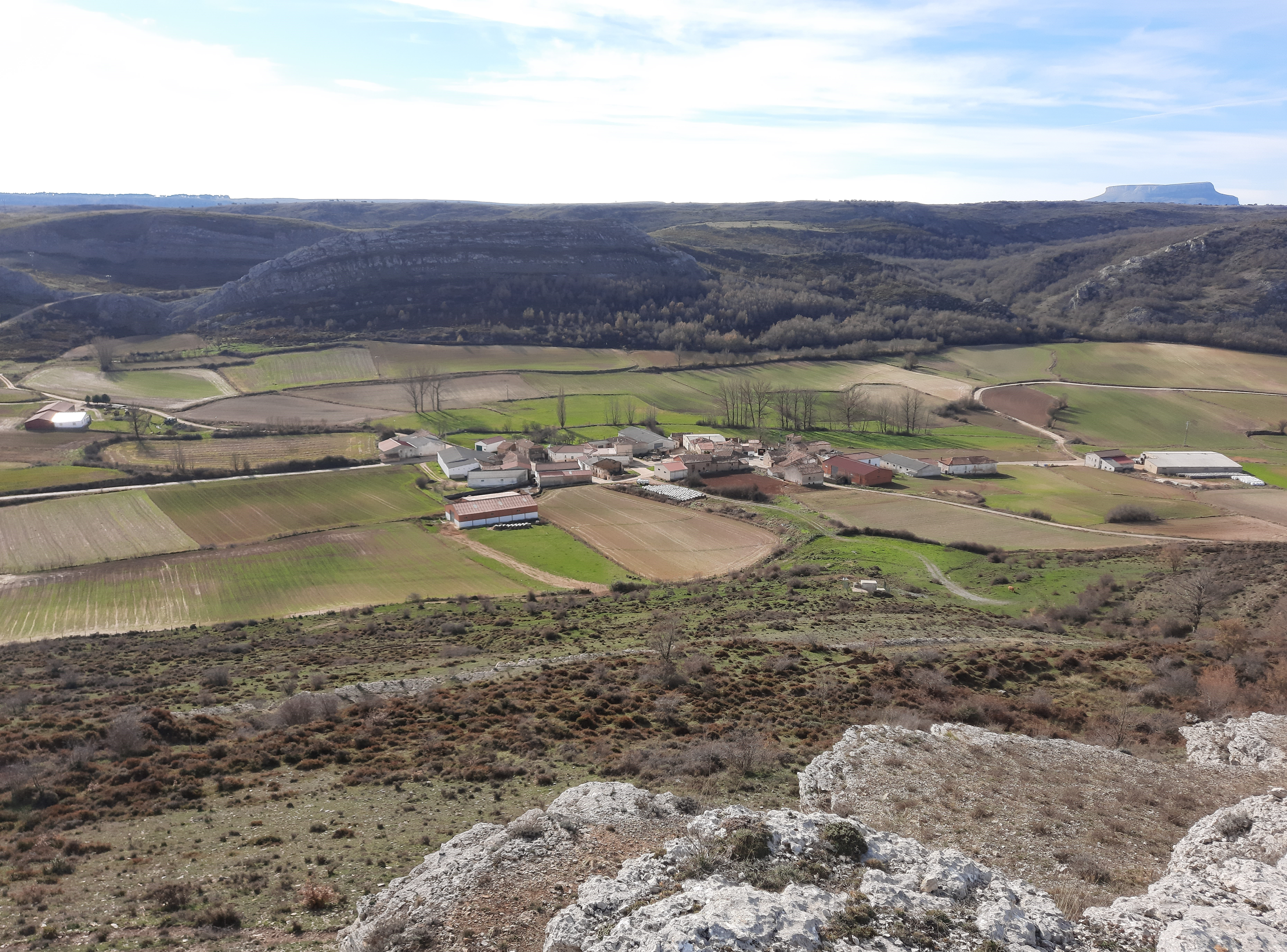
vista panorámica de Solanas de Valdelucio

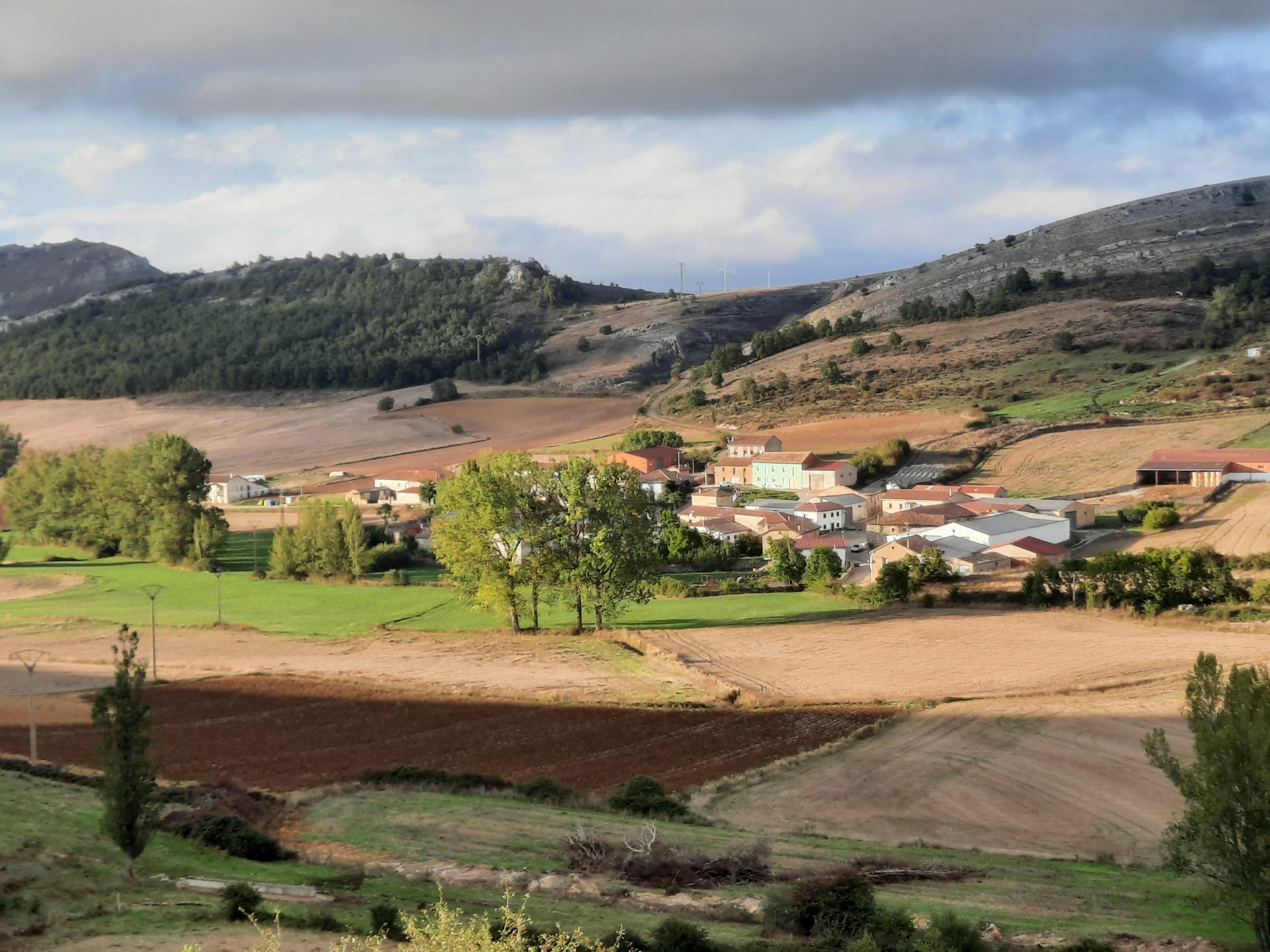
vista panorámica de Solanas desde el sureste

Solanas de Valdelucio , es la denominación que corresponde tanto a una localidad como a una Entidad Local Menor , en Castilla la Vieja, hoy comunidad autónoma de Castilla y León, provincia de Burgos (España). Está situada en la comarca de Páramos y en la actualidad depende del Ayuntamiento de Valle de Valdelucio. 
Anterior alcalde pedáneo: (2007-2011) Francisco Javier Alonso García (Partido Popular).
Alcalde pedáneo actual: Luis Miguel Estébanez Alonso (Ciudadanos).

## Población
En 2024 tenía 18 habitantes (INE).

## Situación
Dista 6,5 km de la capital del municipio, Quintanas, en la carretera que comunica con Basconcillos del Tozo , pasando por San Mamés de Abar . Nacimiento del río Lucio, afluente del Pisuerga.

## Geografía
Está incluida en el Geoparque de las Loras,http://geoparquelasloras.es/index.php/las-loras/#:~:text=La%20observaci%C3%B3n%20del,sector%20productivo%20estrat%C3%A9gico.. La observación del paisaje permite distinguir tres aspectos básicos de la realidad de este territorio de media montaña: el protagonismo de un relieve poderoso, la lentitud de las transformaciones en un espacio de baja intensidad de uso y ocupación y la dominante agraria de su trasfondo económico.
La actividad agraria está ligada a su difícil adaptación y modernización en el contexto productivo actual. 
Wikimapia/Coordenadas: 42°41'2"N 4°2'57"W

## Valle del Valdelucio
TODO el Románico 
- Corralejo: Iglesia de San Román
- Fuencaliente de Lucio: Iglesia de San Juan Bautista Degollado
- Pedrosa de Valdelucio: Iglesia de Santa Eulalia
- Pedrosa de Valdelucio: Ermita de Nuestra Señora de la Vega
- Renedo de La Escalera: Iglesia de Nuestra Señora de la Asunción
- Solanas de Valdelucio: Iglesia de San Cristóbal
- Villaescobedo: Iglesia de Nuestra Señora de la Concepción

## Historia
Lugar que formaba parte de la Cuadrilla de Valdelucio en el Partido de Villadiego , uno de los catorce que formaban la Intendencia de Burgos, durante el periodo comprendido entre 1785 y 1833, en el Censo de Floridablanca de 1787 , jurisdicción de señorío siendo su titular el Duque de Frías, alcalde pedáneo.

## Monumentos
Iglesia San Cristóbal; se trata de una obra románica, de única nave y cabecera de testero plano, la cual se hizo en dos fases siguiendo el mismo estilo. Una es evidente en la parte occidental del muro norte, con una cornisa ajedrezada soportada por canes de buen tamaño, decorados todos con diversos motivos, tanto geométrica como figuradamente. La otra fase se hace visible en la parte oriental del mismo muro, con canecillos algo más pequeños y decorados algunos en nacela. Es visible también la marca de la espadaña en la torre de factura posterior, donde se conserva un capitel vegetal y algunos canecillos. Ya en el interior se aprecian ambas bóvedas de cañón apuntadas, tanto en la cabecera como en la nave, separadas por el arco triunfal, el cual apoya sobre capiteles vegetales similares al de la actual torre.